# Thé Lau (muzikant)
Matheus Josephus (Thé) Lau (Bergen, 17 juli 1952 – Amsterdam, 23 juni 2015) was een Nederlands muzikant en tekstdichter/schrijver. Zijn grootvader is de kunstschilder Thé Lau.

## Biografie
Lau speelde als gitarist in verscheidene bands en was lid van Neerlands Hoop Express. In 1979 richtte hij de band The Scene op, bekend van de hits Blauw en Iedereen is van de wereld. Lau werd de leadzanger.
Lau nam in 2003 afscheid van zijn band en toerde sindsdien met toetsenist Jan-Peter Bast langs de Nederlandse theaters. Op 13 oktober 2006 startte Lau met zijn theatertournee Tempel der liefde, waarbij hij begeleid werd door toetsenist Bast en het tangostrijkkwartet Pavadita.
In 2003 werd zijn oeuvre gebundeld in het boek Thé Lau, de teksten. In 2000 debuteerde hij met de verhalenbundel De sterren van de hemel. Zijn debuutroman Hemelrijk kwam in 2004 uit, in 2006 gevolgd door een bundel muziekverhalen, met als titel In de dakgoot. In 2007 verscheen 1000 vissen, een bibliofiele uitgave met verhalen over de Amsterdamse Spaarndammerbuurt, waar Thé Lau sinds 15 jaar woonde en werkte.
Het door Lau geschreven bevrijdingslied In vrijheid (2005) wordt ieder jaar veelvuldig ten uitvoer gebracht op Bevrijdingsdag, 5 mei.
In 2007 kwam The Scene weer bij elkaar en ging Lau met drie vroegere bandleden (Jeroen, Emilie en Otto) weer toeren. Ook namen ze een cd op. In 2010 nam Thé Lau samen met Lange Frans het nummer Zing voor me op, waarmee ze de eerste plaats van de Nederlandse Single Top 100 bereikten.

### Ziekte en overlijden
Op 12 augustus 2013 werd bekendgemaakt dat hij aan keelkanker leed. Hij liet na de behandeling weten dat zijn chemokuur en bestralingen goed waren verlopen en dat hij goede hoop had voor 2014. In april 2014 liet zijn management echter weten dat Lau uitzaaiingen in zijn linkerlong had en uitbehandeld was. In juni 2014 gaf hij met zijn band afscheidsconcerten op Pinkpop (7 juni), op 14 juni in de Lotto Arena in Antwerpen en op 17 juni in de Heineken Music Hall in Amsterdam. Op 21 juni 2014 gaf hij zijn laatste optreden op Belgische bodem in de AB in Brussel.
Op 2 maart 2015 ontving hij een Edison voor zijn gehele oeuvre. Op 23 juni 2015 overleed Thé Lau thuis in Amsterdam aan keelkanker. Hij koos voor euthanasie. Hij is 62 jaar oud geworden. Er werd een afscheidsdienst gehouden in Paradiso. Vrienden en familie kwamen bij elkaar in De Rode Hoed om definitief afscheid te nemen van Lau. Daarna werd hij in een blauwe kist naar zijn laatste rustplaats gebracht en in besloten kring gecremeerd in Haarlem.
De literaire voorstelling The Pursuit of Happiness en de verhalenbundel De grote vakantie zijn de laatste werken van Lau.

## Discografie

### Albums
| Album met eventuele hitnotering(en) in de Nederlandse Album Top 100 | Datum van verschijnen | Datum van binnenkomst | Hoogste positie | Aantal weken | Opmerkingen                      |
| ------------------------------------------------------------------- | --------------------- | --------------------- | --------------- | ------------ | -------------------------------- |
| 1998                                                                | 1998                  | -                     |                 |              | Livealbum                        |
| De God van Nederland                                                | 2002                  | -                     |                 |              |                                  |
| De God van Nederland                                                | 2004                  | -                     |                 |              | re-release met bonus-cd Overspel |
| Tempel der liefde                                                   | 2006                  | 18-02-2006            | 63              | 2            |                                  |
| Platina blues                                                       | 2014                  | 21-06-2014            | 7               | 4            |                                  |
| Platina blues                                                       | 2015                  | 03-06-2015            |                 |              | Engelse editie                   |

| Album met hitnotering(en) in de Vlaamse Ultratop 200 albums | Datum van verschijnen | Datum van binnenkomst | Hoogste positie | Aantal weken | Opmerkingen |
| ----------------------------------------------------------- | --------------------- | --------------------- | --------------- | ------------ | ----------- |
| De God van Nederland                                        | 2002                  | 25-05-2002            | 29              | 4            |             |
| Tempel der liefde                                           | 2006                  | 18-02-2006            | 21              | 6            |             |
| Platina blues                                               | 2014                  | 20-06-2014            | 10              | 17           |             |

### Singles
| Single met eventuele hitnotering(en) in de Nederlandse Top 40 | Datum van verschijnen | Datum van binnenkomst | Hoogste positie | Aantal weken | Opmerkingen                                  |
| ------------------------------------------------------------- | --------------------- | --------------------- | --------------- | ------------ | -------------------------------------------- |
| Brandende regen                                               | 2003                  | -                     |                 |              | Nr. 91 in de Single Top 100                  |
| In vrijheid                                                   | 2005                  | -                     |                 |              | Nr. 48 in de Single Top 100                  |
| Zing voor me                                                  | 2010                  | 04-12-2010            | 5               | 12           | met Lange Frans / Nr. 1 in de Single Top 100 |

| Single met hitnotering(en) in de Vlaamse Ultratop 50 | Datum van verschijnen | Datum van binnenkomst | Hoogste positie | Aantal weken | Opmerkingen                                                      |
| ---------------------------------------------------- | --------------------- | --------------------- | --------------- | ------------ | ---------------------------------------------------------------- |
| Iedereen is van de wereld                            | 2015                  | 11-04-2015            | 2               | 5            | Binnen collectief als "Thé en vrienden" voor Kom op tegen Kanker |

### NPO Radio 2 Top 2000
| Nummer met noteringen in de NPO Radio 2 Top 2000 | '14  | '15 | '16  | '17  | '18  | '19  |
| ------------------------------------------------ | ---- | --- | ---- | ---- | ---- | ---- |
| Zing voor me (met Lange Frans)                   | 1276 | 642 | 1039 | 1167 | 1054 | 1129 |

1. ↑  Een vetgedrukt getal geeft de hoogste notering aan.
2. ↑  2014 was het eerste jaar met een notering voor dit nummer.
3. ↑  Deze tabel is bijgewerkt tot en met de laatste editie (2024).

## Dvd
- The show (2003)

## Boeken
- De Sterren van de Hemel (2000)
- De Teksten (2003)
- Hemelrijk (2004)
- In de Dakgoot (2006)
- 1000 vissen (2007) - bibliofiele uitgave verschenen bij uitgeverij Brokaat
- Juliette (2014) - roman verschenen bij Dutch Media Books
- Open De teksten 1979-2014 (2014)
- De grote vakantie (2015) - verhalenbundel